# چارلز مایکل دیویس
چارلز مایکل دیویس (به انگلیسی: Charles Michael Davis) یک بازیگر و مدل آمریکایی است که بیشتر به خاطر بازی در نقش "مارسل جرارد" در مجموعه اصیل‌ها شهرت دارد.

از دیگر آثار او میتوان به مجموعه تلویزیونی آناتومی گری اشاره کرد.